# Pandanus tazoanii
Pandanus tazoanii är en enhjärtbladig växtart som beskrevs av Martin Wilhelm Callmander och Wohlh. Pandanus tazoanii ingår i släktet Pandanus och familjen Pandanaceae.
Artens utbredningsområde är Madagaskar. Inga underarter finns listade.